# Siphonicytara cylindrica
Siphonicytara cylindrica är en mossdjursart som beskrevs av Harmer 1957. Siphonicytara cylindrica ingår i släktet Siphonicytara och familjen Siphonicytaridae. Inga underarter finns listade i Catalogue of Life.